# Minatitlán (gemeente in Colima)
Minatitlán is een gemeente in de Mexicaanse deelstaat Colima. De hoofdplaats van Minatitlán is Minatitlán. Minatitlán heeft een oppervlakte van 215 km² en 7.478 inwoners (census 2005).
Armería · Colima · Comala · Coquimatlán · Cuauhtémoc · Ixtlahuacán · Manzanillo · Minatitlán · Tecomán · Villa de Álvarez